# Брёйн, Антони Аугустус
Антони Аугустус Брёйн (нидерл. Anthony Augustus Bruin; 27 декабря 1842, Роттердам, Нидерланды — 11 августа 1890, Тернате, Индонезия) — голландский натуралист, морской офицер и торговец. В честь него названа проехидна Брюйна.

## Биография
Родился в Роттердаме шестым из восьми детей в семье. До 1867 года служил на флоте. При этом в 1865 назначен командиром национальной гвардии султаната Тернате и женился на дочери известного торговца Адольфине Сюзанне Вильгельмине ван Реннессе ван Дюйвенбоде (1844, Тернате — 1919, Дельфт). После этого также занялся торговлей животными и птицами (не всегда живыми). Снарядил экспедицию на Новую Гвинею.
Кроме проехидны в честь Брёйна названы несколько видов птиц: Aepypodius bruijnii, Micropsitta bruijnii, Grallina bruijni, Drepanornis bruijnii, а также мышь Pogonomelomys bruijni и ящерица Hypsilurus bruijnii.